# جری گلدسمیت
جری گُلدسمیت (به انگلیسی: Jerry Goldsmith) (زادهٔ ۱۰ فوریهٔ ۱۹۲۹ - درگذشتهٔ ۲۱ ژوئیهٔ ۲۰۰۴) آهنگساز و رهبر ارکستر اهل آمریکا بود. او بیشتر به خاطر آثارش در زمینهٔ موسیقی فیلم شهرت دارد.
گُلدسمیت به‌عنوان یکی از برجسته‌ترین آهنگسازان فیلم قرن بیستم شناخته شده‌است. او در دوران زندگانی هنری‌اش ۱ جایزهٔ اُسکار و ۵ جایزهٔ اِمی دریافت کرد. ۱۸ نامزدی جایزهٔ اسکار، ۵ نامزدی جایزهٔ گرَمی، ۴ نامزدی جایزهٔ بفتا و ۹ بار نامزدی گلدن گلوب از دیگر افتخارات اوست، گرچه این ۳ جایزهٔ آخر را هیچ‌گاه دریافت نکرد. ساخته‌های گُلدسمیت در ژانرهای مختلف سینمایی و تلویزیونی بودند اما بیشتر آثار قابل‌توجه او در ژانرهای علمی/تخیلی، فانتزی و وحشت بودند.
اگر فیلم‌هایی چون «پاپیون»، «طالع نحس» یا «مومیایی» را دیده باشید، بدون شک متوجه موسیقی بسیار زیبای این فیلم‌های بزرگ شده‌اید، آهنگساز این کارهای بزرگ کسی نیست به‌جز «جری گلدسمیت». او در سال ۱۹۲۹ در کالیفرنیا به دنیا آمد، از ۶سالگی شروع به نواختن پیانو کرد و در ۱۴سالگی به فراگیری دانش هارمونی، کنترپوان و آهنگسازی پرداخت. این امکان نیز برای او مهیا شد تا در کلاس‌های درس آهنگسازی «میکلوش روژا» موسیقیدان افسانه‌ای سینما در دانشگاه کالیفرنیا حاضر شود و البته نشان داد که یگانه شاگرد موفق وی بوده‌است. گلد اسمیت علاقهٔ بسیار زیادی به موسیقی ارکسترال داشت و تا مدت‌ها آهنگساز کنسرت‌های بزرگ بود اما به دلیل نبودن امکان برگزاری کنسرت‌های متعدد و عدم ارضای روح تشنه‌اش که تمایل به آهنگسازی شبانه‌روزی داشت، تصمیم گرفت هرچه سریع‌تر حرفهٔ کاری خود را تغییر دهد.
در سال ۱۹۴۵ تحت تأثیر صحبت‌های میکلوش روژا و «اینگرید برگمن» ستارهٔ سینمای هالیوود قرار گرفت و شروع به آهنگسازی فیلم کرد. در سال ۱۹۵۰ کار رسمی خود را در سی‌بی‌اس آغاز کرد؛ ابتدا به‌عنوان کارمند عادی و خیلی زود به‌عنوان آهنگساز برنامه‌های رادیویی. تا سال ۱۹۶۰ با سی‌بی‌اس همکاری می‌کرد، سپس در سال ۱۹۶۲ نامزد دریافت جایزهٔ اسکار برای موسیقی فیلم «فرود» شد و در سال ۱۹۶۳ موسیقی فیلم «تنهایی شجاعت است» را ساخت. پس از آن قرارداد همکاری با کمپانی فوکس قرن بیستم را امضا کرد و شروع به ایجاد تحول در موسیقی فیلم‌های این کمپانی کرد. او تشنهٔ کار کردن بود و به همین دلیل نتوانست به سمت مجموعه‌های تلویزیونی کشیده نشود. موسیقی مجموعه‌های تلویزیونی آشنایی چون «خانواده والتون» و «کوچ ستاره» از جمله کارهای موفق او در تلویزیون بود. موسیقی فیلم‌هایی مانند «پاپیون» و «محلهٔ چینی‌ها» که در ایران مورد استقبال فراوان قرار گرفتند نیز از آثار این آهنگساز بزرگ است. او هم‌چنان به کار خود ادامه می‌داد. در دههٔ ۸۰، موسیقی فیلم‌هایی چون «اولین خون»، «کاپری‌کورن ۱»، «ستیز نهایی» و «قانون جنایی» را ساخت و در دههٔ ۹۰، موسیقی فیلم‌های بزرگی چون «فراخوان نهایی» و «غریزهٔ اصلی» از ساخته‌های او بود.
گلد اسمیت توانست بیش از ۸۰ جایزه برای ساخته‌های خود به دست آورد و در سال ۱۹۷۶ جایزهٔ اسکار بهترین موسیقی را برای فیلم طالع نحس نصیب خود کند.
از دیگر آثار سینمایی که وی برای آن‌ها موسیقی ساخته می‌توان به گذرگاه بریکهارت
و کابوبلانکو و گرملین ها اشاره نمود 

## لیست فیلم‌ها و سریال‌ها

### دهه ۱۹۵۰
- شهر وحشت (۱۹۵۹)
- منطقه نیمه‌روشن (TV series, 1959)

### دهه ۱۹۶۰
| - شجاعان تنها هستند (۱۹۶۲) - فهرست آدریان مسنجر (۱۹۶۳) - زنبق‌های مزرعه (۱۹۶۳) - جایزه (۱۹۶۳) - هفت روز در ماه مه (۱۹۶۴) - مردی از یو.ان.سی.ال.ای. (۱۹۶۴) - وسوسه شیطانی (۱۹۶۵) - سفر به قعر دریا (TV series: 1 episode, 1965) - در راه خطر (۱۹۶۵) - قطار سریع‌السیر فون راین (۱۹۶۵) - رنج و سرمستی (co-composer, 1965) - تکه‌ای آبی (۱۹۶۵) | - مکس آبی (۱۹۶۶) - دومی‌ها (۱۹۶۶) - دانه‌های شن (۱۹۶۶) - ساعت اسلحه (۱۹۶۷) - سیاره میمون‌ها (۱۹۶۸) - کارآگاه (۱۹۶۸) - اتاق ۲۲۲ (TV series: theme and 2 episodes, 1969) - صد اسلحه (۱۹۶۹) - مرد مصور (۱۹۶۹) - رئیس (۱۹۶۹) |

### دهه ۱۹۷۰
| - پاتن (۱۹۷۰) - سرود کیبل هوگ (۱۹۷۰) - تورا! تورا! تورا! (۱۹۷۰) - ریو لوبو (۱۹۷۰) - فرار از سیاره میمون‌ها (۱۹۷۱) - آواره‌های وحشی (۱۹۷۱) - The Homecoming: A Christmas Story (TV film, 1971, basis for خانواده والتون) - مرد (۱۹۷۲) - خانواده والتون (TV series theme and several season 1 episodes, 1972) - یک سرخپوست کوچک (۱۹۷۳) - پاپیون (۱۹۷۳) - محله چینی‌ها (۱۹۷۴) - جاسوس‌ها (۱۹۷۴) - گریز (۱۹۷۵) - مردی که دو بار زندگی کرد (۱۹۷۵) - باد و شیر (۱۹۷۵) | - Babe (TV film, 1975) - گذرگاه بریکهارت (۱۹۷۵) - فرار لوگان (۱۹۷۶) - طالع نحس (۱۹۷۶) - گذرگاه کاساندرا (۱۹۷۶) - مک‌آرتور (۱۹۷۷) - کاپریکورن یک (۱۹۷۷) - کما (۱۹۷۸) - دیمین: طالع نحس ۲ (۱۹۷۸) - حمله زنبورها (۱۹۷۸) - پسران برزیل (۱۹۷۸) - شعبده‌بازی (۱۹۷۸) - نخستین سرقت بزرگ قطار (۱۹۷۸) - بیگانه (۱۹۷۹) - بازیکنان (۱۹۷۹) - پیشتازان فضا: فیلم (۱۹۷۹) |

### دهه ۱۹۸۰
| - کابوبلانکو (۱۹۸۰) - طالع نحس ۳: درگیری نهایی (۱۹۸۱) - خارج از محدوده (۱۹۸۱) - مرد ژنده (۱۹۸۱) - ارواح خبیثه (۱۹۸۲) - راز نیمح (۱۹۸۲) - مبارزه (۱۹۸۲) - اینچئون (۱۹۸۲) - نخستین خون (۱۹۸۲) - روانی ۲ (۱۹۸۳) - منطقه گرگ و میش: فیلم (۱۹۸۳) - زیر آتش (۱۹۸۳) - گرملین‌ها (۱۹۸۴) - سوپرگرل (۱۹۸۴) - کودک: راز افسانه گمشده (۱۹۸۵) - رمبو: اولین خون قسمت دوم (۱۹۸۵) | - کاوشگران (۱۹۸۵) - افسانه (1985) (European version) - معادن شاه سلیمان (۱۹۸۵) - داستان‌های شگفت‌انگیز (1986) (TV series: episode "Boo!") - ارواح خبیثه ۲: سوی دیگر (۱۹۸۶) - هوزیرها (۱۹۸۶) - پیشتازان فضا: نسل بعدی (theme only, re-arranged by دنیس مک‌کارتی، ۱۹۸۷) - شدت تعصب (۱۹۸۷) - فضای درون (۱۹۸۷) - شیردل (۱۹۸۷) - رمبو ۳ (۱۹۸۸) - حقوق کیفری (۱۹۸۸) - حومه‌نشین‌ها (۱۹۸۹) - لویاتان (۱۹۸۹) - پیشتازان فضا ۵: واپسین مانع (۱۹۸۹) |

### دهه ۱۹۹۰
| - یادآوری کامل (۱۹۹۰) - گرملین‌ها ۲: گروه جدید (۱۹۹۰) - بدون دخترم هرگز (۱۹۹۱) - خوابیدن با دشمن (۱۹۹۱) - پزشک مرد (۱۹۹۲) - غریزه اصلی (۱۹۹۲) - همیشه جوان (۱۹۹۲) - گلادیاتور (rejected, 1992) - لاو فیلد (۱۹۹۲) - برادران سوپر ماریو (rejected, 1993) - ناپدید شدن (۱۹۹۳) - دنیس تهدید (۱۹۹۳) | - شش درجه جدایی (۱۹۹۳) - عناد (۱۹۹۳) - سایه (۱۹۹۴) - رود وحشی (۱۹۹۴) - ضریب هوشی (۱۹۹۴) - کنگو (۱۹۹۵) - اولین شوالیه (۱۹۹۵) - بیب (rejected, 1995) - تالار شهر (۱۹۹۶) - تصمیم اداری (۱۹۹۶) - ۲ روز در دره (rejected, 1996) - واکنش زنجیره‌ای (۱۹۹۶) | - پیشتازان فضا: اولین برخورد (1996, additional music by جوئل گولداسمیت) - شبح و ظلمت (۱۹۹۶) - موجودات درنده (۱۹۹۷) - ایر فورس وان (1997) (additional music by جوئل مک‌نیلی) - محرمانه لس آنجلس (۱۹۹۷) - لبه تیغ (۱۹۹۷) - مارشال‌های آمریکایی (۱۹۹۸) - سربازان کوچک (۱۹۹۸) - مولان (۱۹۹۸) - پیشتازان فضا: شورش (۱۹۹۸) - مومیایی (۱۹۹۹) - فراموش نشدنی (۱۹۹۹) - سیزدهمین سلحشور (۱۹۹۹) |

### دهه ۲۰۰۰
- مرد توخالی (۲۰۰۰)
- همراه یک عنکبوت آمد (۲۰۰۱)
- آخرین قلعه (۲۰۰۱)
- مجموع همه ترس‌ها (۲۰۰۲)
- پیشتازان فضا: نمسیس (۲۰۰۲)
- لونی تونز: بازگشت به مبارزه (۲۰۰۳)
- مسیر زمان (rejected, 2003)
- جایزه مرکز کندی (song 2003)